# Бакшеево (Омская область)
Бакше́ево — село в Тевризском районе Омской области. Административный центр Бакшеевского сельского поселения.

## География
Располагается у реки Иртыш, у озера Ян-Иртыш, в 422 км от города Омска и в 47 км от районного центра Тевриз.

## История
Предположительно село Бакшеево возникло в 1763—1765 годах в Аёвской волости Тарского уезда. Это было поселение тобольских крестьян — Мирона Бакшеева, Сергея Берендеева, Ивана Касьянова, Ефима Брянцева. Поселение назвали по фамилии первого поселенца — Бакшеева. Население вблизи Аёвских юрт и основание деревни Бакшеевой вызвало многочисленные жалобы и протесты татар. Тобольская администрация разрешила переселение крестьян, но обусловила: крестьянам в татарских угодьях никакими промыслами не заниматься. Позже Тарские уездные власти разрешили ловить крестьянам рыбу в озере, на берегу которого стояло Бакшеево. Но из Петербурга по жалобе татар крестьянам запретили ловить рыбу, в том числе и в озере Артёво, находившемся в угодьях Аёвских юрт.
Первые жители занимались охотой, скотоводством и земледелием. Село росло и за счёт того, что в конце XVIII—начале XIX веков здесь стали селиться люди сосланные в Сибирь за преступления. Ввиду того, что село находилось далеко от крупных поселений, люди надеялись только на свои силы. Так как вокруг было много леса, избы ставили прямо на месте. Производили корчёвку, отвоёвывая у леса место под посевы. Сеяли пшеницу, ячмень, просо. Со временем стали обзаводиться хозяйством, держали скот: 5-7 коров, 3-4 лошади, 7-9 свиней, овец.
Орудием труда крестьян были сохи, деревянные бороны с железными зубьями, цепы, серпы, топоры, лопаты. Урожаи, при такой технике были небогаты. Дома жителей были в основном «пятистенки», которые состояли из двух больших комнат с верандой, кухней и крыльцом. У более состоятельных были «крестовые» дома. Они состояли из четырёх комнат, веранды и крыльца с навесом. Все свои постройки огораживали забором. Ставили большие и широкие ворота. Для украшения изб использовали красивые разные наличники.
В конце XIX века стали появляться частные лавки, появилась мельница.
В 1881 году входит в образованную Тевризскую волость.
В 1886 году было организовано начальное народное сельское училище. В училище было 3 класса. Учила всех одна учительница. В 1898 году в селе появилась церковь. Она была перевезена из Тевриза. Первым священником в церкви был Алексей Иванович Киселёв. Церковь имела всё для проведения праздников, совершения обрядов и церковной службы. В церкви имелся Коран для проведения миссионерской работы среди татарского населения, которое проживало неподалёку от села. Последним сельским старостой был Роман Фёдорович Касьянов, а писарем Гаврила Петрович Берендеев.
В 1914 году в село приехала из Тобольска Людмила Васильевна Старикова, ставшая учительницей и директором училища.
В 1915 году появился первый лечебный пункт.
В годы Гражданской войны в селе Бакшеево останавливались как белые, так и красные части.
В 1919 году село становится волостным центром Бакшеевской волости.
Из архива колхоза им. Ильича известно, что после Гражданской войны, в начале 20-х годов на добровольных началах были созданы ТОЗы. Представителем ТОЗа был Фёдор Николаевич Берендеев. В это же время создавались различного рода артели: рыбацкие, охотничьи, лесорубов.
В 1925 году село вошло в состав Тевризского района.
В 1929 году в селе была создана коммуна. Коммуну назвали «Новый мир». В коммуну пошёл не каждый, так как не каждый был готов объединить коров, свиней, лошадей, орудия труда. Первыми вступили в коммуну крестьяне деревни Чирик (Ново-Журавлёвка), что на правом берегу Иртыша. К ним присоединились бедняки из Бакшеево. Председателем коммуны стал бывший председатель ТОЗа Фёдор Николаевич Берендеев, но потом его «отвели» и он стал продавцом в магазине, так как грамотных было мало. Коммуна просуществовала недолго, всего 3 месяца.
В 1930 году образовался колхоз «Правда». Организаторами были Михаил Фёдорович Офров — первый комсомолец, Спиридон Иванович Чуланов, Александр Васильевич Мельников, Осип Петрович Коваленко. Первые, кто вступил в колхоз — Анастасия Коваленко, Василий Заушицын, Дмитрий Баландин, Степанида Скабёлкина. Председателем был избран Афанасий Викторович Викулов. Степанида Скабёлкина, избранная в 1936 году депутатом сельского Совета, ездила в Москву на ВДНХ. Колхоз в первые годы своего существования имел 150 рабочих лошадей, 70-80 жеребят, 400 голов КРС, 300 овец, 200 свиней. В каждой из трёх бригад было в среднем по 60 работающих мужчин. По 40 га земли и по 15 конных плугов, имелось 6 сеялок.
В 1935 году в селе появились первые тракторы — колёсный ЧТЗ и гусеничный НАТИ. В этом же году появился первый комбайн Коммунар. Но хлеб комбайном не убирали, только обмолачивали, косили косилками и вручную, вязали в снопы. Женщины жали серпами, некоторые сжинали по 40-50 соток. С образованием в районе МТС, в трудную пору уборки колхозу оказывалась помощь техникой. В предвоенные годы колхоз рос, увеличивал своё производство. Посевные площади увеличились до 800 га. Урожаи стали стабильными, количество скота увеличилось втрое. Рос колхоз, росло и село.
К 1936 году в селе насчитывалось 120 дворов, проживало 523 человека. Из Тевризского райгосархива известно, что на территории Бакшеевского сельского Совета находился колхоз «Свобода» с 1935 по 1939 год. Председателем колхоза был Яганов. На 1 января 1936 года в колхозе числилось 11 дворов с общим числом населения 46 человек, в том числе 20 трудоспособных. В колхозе работала одна полеводческая бригада. Посевная площадь яровых и озимых составляла 30 га, в том числе зерновых и бобовых 27 га, технических культур 3 га.
134 жизни односельчан унесла Великая Отечественная война. Сейчас в Бакшеево стоит обелиск, благодарная память землякам, не вернувшихся с фронтов Великой Отечественной войны.
После войны колхоз рождался заново. Приехали переселенцы из Камаринска, но не хватало мужских рук. В 1949 году колхоз приобрёл первый автомобиль. На следующий год на одной из речек поставили гидростанцию. В Бакшеево появился электрический свет, молотилки, веялки, триер, работающие от электроэнергии.
В 1950 году за достижение в животноводстве и полеводстве, за выполнение плана поставок хлеба государству колхоз был премирован машиной ГАЗ-51 первого выпуска и мотоциклом ИЖ-49.
В 1951 году колхоз им. Ильича стал первым миллионером в районе, доход составил полтора миллиона рублей. В этом же году к колхозу присоединилось несколько деревень: Луго-Аёвск, Нагорно-Аёвск, Доронино, Кайгарлы, Ташетканы. Председателем был Фёдор Илларионович Николайчук.
В 1952 году деревни Доронино и Кайгарлы отделились от колхоза им. Ильичаи присоединились к колхозу им. Кирова: общению между деревнями мешал Иртыш. Постепенно из Чирика и Чиганов все жители перебрались в Бакшеево.
В 1964 году председателем колхоза был избран Василий Алексеевич Виноградов. При нём были построены животноводческие комплексы, хорошо оборудованный гараж, КЗС, АВМ. Руководящей и направляющей силой в колхозе выступала партийная организация, насчитывающая в своих рядах 68 членов и кандидатов в члены КПСС.
В 1982 году председателем колхоза им. Ильича стал Леонид Константинович Баранчук. При Л. К. Баранчуке были построены новый ФАП, клуб, детский сад, много внимания уделял школе. При нём был заложен прекрасный сад-огород, который всегда занимал призовые места. Работала школьная производственная бригада «Смелая», которая так же всегда занимала призовые места на областных соревнованиях.
В 1987 году были заасфальтированы 2 улицы села, въезд, зерноток, площадка на стадионе. Был построен стадион с хоккейной коробкой. В колхозе была отличная спортивная база.
В 1991 году колхоз им. Ильича переименовывается в СхПК им. Ильича, руководителем которого становится Сергей Иванович Бамбульский. При его руководстве СхПК им. Ильича пришло в полнейший упадок, над колхозом возникла угроза распада. В 1997 году на очередном колхозном собрании был избран Иван Иванович Чуланов. Конечно.
В настоящее время в Бакшеево проживает 615 человек. В селе имеются 4 магазина, почта, ФАП, ДК, школа, детский сад при школе, РЭС, пекарня, столовая, сберкасса. В селе проведён газ, на одной улице (Школьной).